# René-Just Haüy
René Just Haüy (ur. 28 lutego 1743 w Saint-Just-en-Chaussée, zm. 3 czerwca 1822 w Paryżu) – francuski mineralog, wraz z Jeanem Baptiste Romé de l’Isle był twórcą krystalografii geometrycznej.

## Życiorys
Pochodził z biednej rodziny tkackiej. Absolwent Collège de Navarre i Collège de Lemoine, po ukończeniu którego przyjął święcenia kapłańskie i wykładał w koledżu. Podczas swej 21-letniej pracy w Collège de Navarre zainteresował się botaniką. W r. 1802 został profesorem mineralogii w Muzeum Historii Naturalnej w Paryżu, a w 1809 został mianowany na podobne stanowisko na Sorbonie. Krystalografią zainteresował się przypadkowo; podczas obserwowania pękniętego kryszatału kalcytu zauważył regularności w jego strukturze. Po przeprowadzeniu szeregu eksperymentów sformułował teorię struktury kryształu, w której najistotniejszą było stwierdzenie istnienia stałych kątów, które miały być identyczne jak struktura cząsteczkowa kryształów. Badał również zjawisko piezoelektryczności kryształów.
Prześladowany podczas rewolucji francuskiej; jego kolekcję minerałów skonfiskowano, a sam Haüy został uwięziony w Séminaire de Saint-Firmin. Po zakończeniu rewolucji wrócił do pracy naukowej.
Jego bratem był pedagog Valentin Haüy.

## Hołd
Był jednym z pierwszych członków Legii Honorowej.
Jego nazwisko pojawiło się na liście 72 nazwisk na wieży Eiffla.